# 気象白書
気象白書とは、日本の国民の皆様に、気象庁の業務全体像を理解いただくことを目的に気象業務はいまという名称で発行されている白書であり気象業務はいまは一般の書店でも取り扱っている刊行物であり。政府刊行物センターでも取り扱っています。
1. ↑  『気象業務はいま2025』出版社 研精堂印刷株式会社、2025年6月。